# Exposició universal
Una exposició universal és una exposició de gran envergadura celebrada des de la segona meitat del segle xix en localitzacions arreu del món. L'organització que s'ocupa oficialment de nomenar les ciutats organitzadores d'aquest tipus d'esdeveniments és el Bureau International des Expositions (BIE).
Les exposicions aprovades pel BIE poden ser considerades universals, internacionals o especialitzades, amb una durada d'entre 3 i 6 mesos. No obstant això, qualsevol país o ciutat pot organitzar fires i exposicions similars sense el patronatge del BIE.
Una característica determinant de les exposicions universals, és que són els països els que hi són representats i no les empreses o altres entitats com passa a les fires o exposicions temàtiques. És per aquesta circumstància que presenten el millor dels seus productes naturals, culturals i folklòrics, així com dels seus avenços tecnològics. Així, tant en la segona meitat del segle xix com al principi del XX, fortament marcats per les exploracions i pels invents, l'exposició universal va contribuir fortament a la comunicació social dels èxits imperialistes, en incorporar-se com a curiositats elements etnogràfics propis de les cultures dominades per part de les grans potències.
D'aquesta manera, en aquestes megafires es mostraven els grans avenços de la invenció tecnològica al costat de les últimes expressions (acceptades per l'Acadèmia) de l'art.

## Llista d'exposicions universals
Exposicions Universals que han comportat la construcció d'edificis permanents notables.
| Dates | Ciutat                                             | País                | Notes |
| ----- | -------------------------------------------------- | ------------------- | --- |
| 1756  | Londres                                            | Anglaterra          | Primera Exposició (1756) patrocinada per la Societat de les Arts d'Anglaterra                                                                      |
| 1798  | París                                              | França              | Primera Exposició (1798) i Segona Exposició (1798)                                                                                                 |
| 1802  | París                                              | França              | Tercera Exposició |
| 1829  | Nova York                                          | Estats Units        | American Institute Fair |
| 1844  | París                                              | França              | Exposició Industrial Francesa |
| 1849  | Birmingham                                         | Anglaterra          | Exposició de la Societat Britànica |
| 1849  | Birmingham                                         | Anglaterra          | Primera Exposició de Manufacturers Britànics (1849)                                                                                                |
| 1851  | Londres                                            | Anglaterra          | Gran Exposició dels Treballs de la Indústria de Totes les Nacions -- The Crystal Palace                                                            |
| 1852  | Cork                                               | Irlanda             | Irish Industrial Exhibition |
| 1853  | Nova York                                          | Estats Units        | Exhibition of the Industry of All Nations |
| 1853  | Dublín                                             | Irlanda             | Great Industrial Exhibition |
| 1854  | Múnic                                              | Alemanya            | Allgemeine deutsche Industrie-Ausstellung |
| 1854  | Melbourne                                          | Austràlia           | Melbourne Exhibition (1854) (en conjunció con l'Exposition Universelle (1855)                                                                      |
| 1855  | París                                              | França              | Exposition Universelle |
| 1855  | Dublín                                             | Irlanda             | Dublin International Exhibition |
| 1857  | Manchester                                         | Anglaterra          | Art Treasures Exhibition |
| 1860  | Besançon                                           | França              | Exposition Universelle (1860) |
| 1861  | Melbourne                                          | Austràlia           | Victorian Exhibition (1861) |
| 1862  | Hamburg                                            | Alemanya            | Exhibició Agrícola Internacional (1862) |
| 1862  | Londres                                            | Anglaterra          | International Exhibition (1862) (Great London Exposition, Gran Exposició de Londres) (South Kensington, Anglaterra)                                |
| 1864  | Amsterdam                                          | Països Baixos       | Exposició Industrial Neerlandesa (1864) |
| 1865  | Filadèlfia                                         | Estats Units        | Great Central Fair for the US Sanitary Commission (1865)                                                                                           |
| 1865  | Porto                                              | Portugal            | Exposição Internacional (1865) |
| 1865  | Dublín                                             | Irlanda             | International Exhibition of Arts and Manufactures (1865)                                                                                           |
| 1865  | Dunedin                                            | Nova Zelanda        | New Zealand Exhibition (1865) |
| 1866  | Melbourne                                          | Austràlia           | Intercolonial Exhibition of Australasia (1866) |
| 1867  | París                                              | França              | Exposition Universelle (1867) |
| 1868  | Le Havre                                           | França              | Exposition Maritime Internationale (1868) |
| 1870  | Córdoba                                            | Argentina           | Exposició Nacional (1870) |
| 1870  | Sydney                                             | Austràlia           | Intercolonial Exhibition (1870) |
| 1871  | Londres                                            | Anglaterra          | First Annual International Exhibition (1871) |
| 1872  | Londres                                            | Anglaterra          | Second Annual International Exhibition (1872) |
| 1872  | Lió                                                | França              | Exposition Universelle et Internationale (1872) |
| 1872  | Kyoto                                              | Japó                | Exposició d'Arts i Manufactures (1872) |
| 1872  | Lima                                               | Perú                | Exposició Internacional de 1872 (1872) |
| 1873  | Londres                                            | Anglaterra          | Third Annual International Exhibition (1873) |
| 1873  | Viena                                              | Àustria             | Weltausstellung 1873 Wien |
| 1873  | Sydney                                             | Austràlia           | Metropolitan Intercolonial Exhibition (1873) |
| 1874  | Londres                                            | Anglaterra          | Fourth Annual International Exhibition (1874) |
| 1874  | Dublín                                             | Irlanda             | International Exhibition of Arts and Manufactures (1874)                                                                                           |
| 1874  | Roma                                               | Itàlia              | Esposizione internazionale (1874) (no es va celebrar mai)                                                                                          |
| 1875  | Santiago de Chile                                  | Xile                | Exposició Internacional de 1875 |
| 1875  | Melbourne                                          | Austràlia           | Victorian Intercolonial Exhibition (1875) |
| 1875  | Nizhni Nóvgorod                                    | Rússia              | Feria de Nizhni Nóvgorod (1875) |
| 1875  | Sydney                                             | Austràlia           | Intercolonial Exhibition (1875) |
| 1875  | Santiago de Chile                                  | Xile                | Exposició Internacional de Xile |
| 1876  | Filadèlfia                                         | Estats Units        | Centennial Exposition |
| 1876  | Brisbane                                           | Austràlia           | Intercolonial Exhibition (1876) |
| 1877  | Ciutat del Cap                                     | Sud-àfrica          | South African International Exhibition (1877) |
| 1877  | Tòquio                                             | Japó                | Primera Exposició Industrial Nacional (1877) (Parque Ueno)                                                                                         |
| 1878  | París                                              | França              | Exposition Universelle (1878) |
| 1878  | Ballarat                                           | Austràlia           | Australian Juvenile Industrial Exhibition (1878)                                                                                                   |
| 1879  | Sydney                                             | Austràlia           | Sydney International Exhibition (1879) |
| 1879  | Melbourne                                          | Austràlia           | Intercolonial Juvenile Industrial Exhibition (1879)                                                                                                |
| 1880  | Melbourne                                          | Austràlia           | Melbourne International Exhibition (1880) |
| 1881  | Atlanta                                            | Estats Units        | International Cotton Exposition (1881) |
| 1881  | Budapest                                           | Hongria             | Országos Magyar Nöiparkiállitás (1881) |
| 1882  | Bordeus                                            | França              | Exposition Internationale des vins (1882) |
| 1882  | Buenos Aires                                       | Argentina           | Exposició Continental Sud-Americana (1882) |
| 1883  | Boston                                             | Estats Units        | The American Exhibition of the Products, Arts and Manufactures of Foreign Nations (1883)                                                           |
| 1883  | Amsterdam                                          | Països Baixos       | Internationale Koloniale en Untvoerhandel Tentoonsellung (1883) (Exposició Colonial Internacional)                                                 |
| 1883  | Calcuta                                            | Índia               | Calcutta International Exhibition (1883) |
| 1883  | Parramatta                                         | Austràlia           | Intercolonial Juvenile Industrial Exhibtion (1883)                                                                                                 |
| 1883  | Louisville                                         | Estats Units        | Southern Exposition (1883) |
| 1883  | Nova York                                          | Estats Units        | World's Fair (1829) (no es va fer mai) |
| 1884  | Nova Orleans                                       | Estats Units        | World Cotton Centennial (1884) |
| 1884  | Melbourne                                          | Austràlia           | Victorian International Exhibition 1884 of Wine, Fruit, Grain & other products of the soil of Australasia with machinery, plant and tools employed |
| 1884  | Edimburg                                           | Escòcia             | International Forestry Exhibition (1884) |
| 1884  | Saint Louis                                        | Estats Units        | Saint Louis Exposition (1884) |
| 1884  | Torí                                               | Itàlia              | Esposizione generale italiana (1884) |
| 1885  | Melbourne                                          | Austràlia           | Victorians' Jubilee Exhibition (1885) |
| 1885  | Anvers                                             | Bèlgica             | Exposition Universelle d'Anvers (1885) |
| 1885  | Wellington                                         | Nova Zelanda        | New Zealand Industrial Exhibition (1885) |
| 1885  | Nova Orleans                                       | Estats Units        | North, Central and South American Exposition (1885)                                                                                                |
| 1885  | Londres                                            | Anglaterra          | International Exhibition of Inventions |
| 1886  | Londres                                            | Anglaterra          | Colonial and Índian Exhibition (1886) |
| 1886  | Melbourne                                          | Austràlia           | |
| 1886  | Edimburg                                           | Escòcia             | International Exhibition of Industry, Science and Art (1886)                                                                                       |
| 1886  | Liverpool                                          | Anglaterra          | International Exhibition of Navigation, Commerce and Industry (1886)                                                                               |
| 1887  | Adelaida                                           | Austràlia           | Adelaide Jubilee International Exhibition (1887)                                                                                                   |
| 1887  | Geelong                                            | Austràlia           | Geelong Jubilee Juvenile and Industrial Exhibition (1887)                                                                                          |
| 1887  | Londres                                            | Anglaterra          | American Exhibition (1887) |
| 1887  | Roma                                               | Itàlia              | Esposizione mondiale (1887) |
| 1888  | Melbourne                                          | Austràlia           | Victorian Juvenile Industrial Exhibition (1888), Centennial International Exhibition                                                               |
| 1888  | Glasgow                                            | Escòcia             | International Exhibition (1888) |
| 1888  | Brussel·les                                        | Bèlgica             | Grand Concours International des Sciences et de l'Industrie (1888)                                                                                 |
| 1888  | Barcelona                                          | Espanya             | Exposició Universal de Barcelona de 1888 |
| 1888  | Lisboa                                             | Portugal            | Exposição Industrial Portugueza (1888) |
| 1889  | París                                              | França              | Exposition Universelle (1889) - Torre Eiffel |
| 1889  | Dunedin                                            | Nova Zelanda        | New Zealand and South Seas Exhibition (1889) |
| 1889  | Buffalo                                            | Estats Units        | International Industrial Fair (1889) |
| 1890  | Bremen                                             | Alemanya            | Nord-West-Deutsche Gewerbe und Industrie-Ausstellung (1890)                                                                                        |
| 1891  | Moscou                                             | Rússia              | Exposition française (1891) |
| 1891  | Kingston                                           | Jamaica             | International Exhibition (1891) |
| 1891  | Launceston                                         | Austràlia           | Tasmanian International Exhibition (1891) |
| 1892  | Gènova                                             | Itàlia              | Esposizione italo-americana (1892) |
| 1892  | Madrid                                             | Espanya             | Exposició Histórico-Americana (1892) |
| 1892  | Washington DC                                      | Estats Units        | Exposition of the Three Americas (1892) (no es va celebrar mai)                                                                                    |
| 1893  | Chicago                                            | Estats Units        | World Columbian Exposition, també anomenada World's Columbian Exposition                                                                           |
| 1893  | Kimberley                                          | Sud-àfrica          | South Africa and International Exhibition (1893)                                                                                                   |
| 1893  | Nova York                                          | Estats Units        | World's Fair Prize Winners' Exposition (1893) |
| 1894  | San Francisco                                      | Estats Units        | California Mid-Winter Exposition (1894) |
| 1894  | Anvers                                             | Bèlgica             | Exposition Internationale d'Anvers (1894) |
| 1894  | Lió                                                | França              | Exposition internationale et coloniale (1894) |
| 1894  | Porto                                              | Portugal            | Exposição Insular e Colonial Portugueza (1894) |
| 1895  | Hobart                                             | Austràlia           | Tasmanian International Exhibition (1895) |
| 1895  | Ballarat                                           | Austràlia           | Australian Industrial Exhibition (1895) |
| 1895  | Atlanta                                            | Estats Units        | Cotton States and International Exposition (1895) (Atlanta Exposition)                                                                             |
| 1896  | Berlín                                             | Alemanya            | Gewerbe-Ausstellung (1896) |
| 1896  | Ciutat de Mèxic                                    | Mèxic               | Exposició Internacional (1896) (no es va celebrar mai)                                                                                             |
| 1897  | Brussel·les                                        | Bèlgica             | Exposition Internationale de Bruxelles (1897) |
| 1897  | Ciutat de Guatemala                                | Guatemala           | Exposició Centro-Americana (1897) |
| 1897  | Brisbane                                           | Austràlia           | Queensland International Exhibition (1897) |
| 1897  | Chicago                                            | Estats Units        | Irish Fair (1897) |
| 1897  | Nashville                                          | Estats Units        | Tennessee Centennial and International Exposition (1897)                                                                                           |
| 1897  | Estocolm                                           | Suècia              | Allmänna konst- och industriutställningen (1897)                                                                                                   |
| 1898  | Dunedin                                            | Nova Zelanda        | Otago Jubilee Industrial Exhibition (1898) |
| 1898  | Omaha (Nebraska)                                   | Estats Units        | Trans-Mississippi Exposition (1898) |
| 1898  | Bergen                                             | Noruega             | Exposició Internacional de Pesca (1898) |
| 1898  | Múnic                                              | Alemanya            | Kraft- und Arbeitsmaschinen-Ausstellung (1898) |
| 1898  | San Francisco                                      | Estats Units        | California's Golden Jubilee (1898) |
| 1898  | Torí                                               | Itàlia              | Esposizione generale italiana (1898) |
| 1898  | Viena                                              | Àustria             | Jubiläums-Ausstellung (1898) |
| 1899  | Coolgardie                                         | Austràlia           | Western Australian International Mining and Industrial Exhibition (1899)                                                                           |
| 1899  | Omaha (Nebraska)                                   | Estats Units        | Greater America Exposition (1899) |
| 1899  | Filadèlfia                                         | Estats Units        | National Export Exposition (1899) |
| 1899  | Londres                                            | Anglaterra          | Greater Britain Exhibition (1899) |
| 1900  | París                                              | França              | Exposition Universelle (1900) |
| 1900  | Adelaida                                           | Austràlia           | Century Exhibition of Arts and Industries (1900)                                                                                                   |
| 1901  | Buffalo (Estat de Nova York)                       | Estats Units        | Pan-American Exposition |
| 1901  | Glasgow                                            | Escòcia             | Glasgow International Exhibition (1901) |
| 1901  | Viena                                              | Àustria             | Bosnische Weihnachts-Ausstellung (1901) |
| 1901  | Charleston                                         | Estats Units        | South Carolina and Interstate and West Índian Exposition (1901)                                                                                    |
| 1902  | Torí                                               | Itàlia              | Esposizione Internazionale d'Arte Decorativa Moderna (1902)                                                                                        |
| 1902  | Hanoi                                              | Vietnam (Tonkin)    | Indo China Exposition Française et Internationale (1902)                                                                                           |
| 1902  | Nova York                                          | Estats Units        | United States, Colonial and International Exposition (1902) (no es va celebrar mai)                                                                |
| 1902  | Toledo (Ohio)                                      | Estats Units        | Ohio Centennial and Northwest Territory Exposition (1902) - (no es va celebrar mai)                                                                |
| 1903  | Osaka                                              | Japó                | Exposició Industrial Nacional (1903) |
| 1904  | Saint Louis                                        | Estats Units        | Louisiana Purchase Exposition (també coneguda com a Louisiana Purchase International Exposition)                                                   |
| 1904  | Portland                                           | Estats Units        | Lewis & Clark Centennial Exposition (1904) |
| 1905  | Lieja                                              | Bèlgica             | Exposition universelle et internationale (1905) |
| 1905  | Londres                                            | Anglaterra          | Naval, Shipping and Fisheries Exhibition (1905) |
| 1905  | Nova York                                          | Estats Units        | Irish Industrial Exposition (1905) |
| 1906  | Milà                                               | Itàlia              | Esposizione Internazionale del Sempione (1906) |
| 1906  | Londres                                            | Anglaterra          | Austrian Exhibition (1906) |
| 1906  | Marsella                                           | França              | Exposition coloniale (1906) |
| 1906  | Christchurch                                       | Nova Zelanda        | International Exhibition (1906) |
| 1907  | Dublín                                             | Irlanda             | Irish International Exhibition (1907) |
| 1907  | Hampton Roads                                      | Estats Units        | Jamestown Exposition |
| 1907  | Chicago                                            | Estats Units        | World's Pure Food Exposition (1907) |
| 1907  | Mannheim                                           | Alemanya            | Internationale Kunst-Ausstellung (1907) |
| 1908  | Londres                                            | Anglaterra          | Franco-British Exhibition (1908) |
| 1908  | Nova York                                          | Estats Units        | International Mining Exposition (1908) |
| 1908  | Rio de Janeiro                                     | Brasil              | Exposição Nacional (1908) |
| 1908  | Saragossa                                          | Espanya             | Exposició hispano-francesa (1908) |
| 1909  | Seattle                                            | Estats Units        | Alaska-Yukon-Pacific Exposition |
| 1909  | Nova York                                          | Estats Units        | Hudson-Fulton Celebration (1909) |
| 1909  | San Francisco                                      | Estats Units        | Portolá Festival (1909) |
| 1909  | Quito                                              | Equador             | Exposició Nacional (1909) |
| 1910  | Nanking                                            | Xina                | Exposició de Nanking (1910) |
| 1910  | Brussel·les                                        | Bèlgica             | Exposition Universelle et Industrielle de Bruxelles (1910)                                                                                         |
| 1910  | Buenos Aires                                       | Argentina           | Exposició Internacional (1910) |
| 1910  | Londres                                            | Anglaterra          | Japan-British Exhibition (1910) |
| 1910  | San Francisco                                      | Estats Units        | Admission Day Festival (1910) |
| 1910  | Viena                                              | Àustria             | Internationale Jagd-Ausstellung (1910) |
| 1911  | Dresden                                            | Alemanya            | Exposició Internacional de Higiene (1911) |
| 1911  | Londres                                            | Anglaterra          | Coronation Exhibition (1911) |
| 1911  | Londres                                            | Anglaterra          | Festival of Empire (1911) |
| 1911  | Roma                                               | Itàlia              | Esposizione internazionale d'arte (1911) |
| 1911  | Torí                                               | Itàlia              | Esposizione internazionale delle industrie e del lavoro (1911)                                                                                     |
| 1911  | Glasgow                                            | Escòcia             | Scottish Exhibition, Art and Industry |
| 1911  | Nova York                                          | Estats Units        | International Mercantile Exposition (1911) |
| 1912  | Manila                                             | Filipines           | Philippine Exposition (1912) |
| 1912  | Londres                                            | Anglaterra          | Latin-British Exhibition (1912) |
| 1912  | Tòquio                                             | Japó                | Gran Exposició de Japón (1912) (no es va celebrar mai)                                                                                             |
| 1913  | Gant                                               | Bèlgica             | Exposition universelle et internationale (1913) |
| 1913  | Amsterdam                                          | Països Baixos       | Tentoonstelling De Vrouw 1813-1913 |
| 1913  | Knoxville                                          | Estats Units        | National Conservation Exposition (1913) |
| 1914  | Boulogne-sur-mer                                   | França              | Exposició internacional d'indústries pesqueres marítimes (1914)                                                                                    |
| 1914  | Colònia                                            | Alemanya            | Werkbund Exposition (1914) |
| 1914  | Nottingham                                         | Anglaterra          | Universal Exhibition (1914) |
| 1914  | Semarang                                           | Indonèsia           | Koloniale Tentoonstelling (1914) |
| 1915  | San Francisco                                      | Estats Units        | Panama-Pacific International Exposition (1915) |
| 1915  | San Diego                                          | Estats Units        | Panama-California Exposition (1915) |
| 1915  | Ciutat de Panamà                                   | Panamà              | Exposició Nacional de Panamá (1915) |
| 1915  | Richmond                                           | Estats Units        | Negro Historical and Industrial Exposition (1915)                                                                                                  |
| 1915  | Washington DC                                      | Estats Units        | National Star-Spangled Banner Centennial Celebration (no es va celebrar mai)                                                                       |
| 1917  | San Francisco                                      | Estats Units        | Allied War Exposition (1917) |
| 1918  | Nova York                                          | Estats Units        | Bronx International Exposition of Science, Arts and Industries (1918)                                                                              |
| 1918  | Chicago                                            | Estats Units        | Allied War Exposition (1918) |
| 1918  | Los Angeles                                        | Estats Units        | California Liberty Fair (1918) |
| 1920  | Shanghai                                           | Xina                | American-Chinese Exposition (1920) (?) |
| 1921  | Londres                                            | Anglaterra          | International Exhibition of Rubber and Other Tropical Products (1921)                                                                              |
| 1922  | Marsella                                           | França              | Exposition nationale coloniale (1922) |
| 1922  | Tòquio                                             | Japó                | Exposició de la Pau (1922) |
| 1922  | Rio de Janeiro                                     | Brasil              | Exposição do Centenario do Brasil (1922) |
| 1923  | Los Angeles                                        | Estats Units        | American Historical Review and Motion Picture Exposition (1923)                                                                                    |
| 1923  | Calcuta                                            | Índia               | Calcutta Exhibition (1923) antecessora de la British Empire Exhibition (1924)                                                                      |
| 1924  | Wembley                                            | Anglaterra          | British Empire Exhibition (1924) |
| 1924  | Nova York                                          | Estats Units        | French Exposition (1924) |
| 1925  | Lió                                                | França              | Foire (1925) |
| 1925  | San Francisco                                      | Estats Units        | California's Diamond Jubilee (1925) |
| 1925  | Dunedin                                            | Nova Zelanda        | New Zealand and South Seas International Exhibition (1925)                                                                                         |
| 1925  | París                                              | França              | Exposition Internationale des Arts Décoratifs et Industriels Modernes (1925)                                                                       |
| 1926  | Filadèlfia                                         | Estats Units        | Sesquicentennial Exposition (1926) |
| 1926  | Berlín                                             | Alemanya            | Internationale Polizeiausstellung (1926) |
| 1927  | Lió                                                | França              | Foire internationale (1925) |
| 1928  | Colònia                                            | Alemanya            | Internationale Presse-Ausstellung (1928) |
| 1928  | Long Beach                                         | Estats Units        | Pacific Southwest Exposition (1928) |
| 1929  | Barcelona                                          | Espanya             | Exposició Internacional de 1929 |
| 1929  | Sevilla                                            | Espanya             | Exposició Iberoamericana (1929) |
| 1929  | Newcastle upon Tyne                                | Anglaterra          | North East Coast Exhibition |
| 1930  | Anvers                                             | Bèlgica             | Exposition internationale coloniale, maritime et d'art flamand (1930)                                                                              |
| 1930  | Lieja                                              | Bèlgica             | Exposition internationale de la grande industrie, sciences et applications, art wallon ancien (1930)                                               |
| 1930  | Estocolm                                           | Suècia              | Stockholm International (1930) (Utställningen av konstindustri, konsthandverk och hemslöjd)                                                        |
| 1930  | Trondheim                                          | Noruega             | Tröndelag Exhibition (1930) |
| 1931  | París                                              | França              | Exposició Colonial Francesa (1931) |
| 1931  | Milà                                               | Itàlia              | International Foundry Exhibition and Congress (1931)                                                                                               |
| 1931  | París                                              | França              | Exposition coloniale internationale (1931) |
| 1931  | Yorktown                                           | Estats Units        | Yorktown Sesquicentennial (1931) |
| 1933  | Chicago                                            | Estats Units        | Century of Progress International Exposition |
| 1934  | Porto                                              | Portugal            | Exposição Colonial Portuguesa (1934) |
| 1934  | Tel-Aviv                                           | Israel              | Levant Fair (1934) |
| 1935  | Brussel·les                                        | Bèlgica             | Exposition universelle et internationale (1935) |
| 1935  | San Diego                                          | Estats Units        | California Pacific International Exposition (1935)                                                                                                 |
| 1935  | Porto Alegre                                       | Brasil              | Exposição do Centenario Farroupilha (1935) |
| 1936  | Johannesburg                                       | Sud-àfrica          | Empire Exhibition (1936) |
| 1936  | Cleveland (Ohio)                                   | Estats Units        | Great Lakes Exposition (1936) |
| 1936  | Dallas                                             | Estats Units        | Texas Centennial Central Exposition (1936) |
| 1937  | Berlín                                             | Alemanya            | Ausstellung (1937) |
| 1937  | Dallas                                             | Estats Units        | Greater Texas and Pan American Exposition (1937)                                                                                                   |
| 1937  | Düsseldorf                                         | Alemanya            | Reichsausstellung Schaffendes Volk (1937) |
| 1937  | Miami                                              | Estats Units        | Pan American Fair (1937) |
| 1937  | París                                              | França              | Exposition Internationale de Arts et Techniques dans la Vie Moderne (1937)                                                                         |
| 1937  | Nagoya                                             | Japó                | Exposició Pan-Pacífica de la Pau de Nagoya (1937)                                                                                                  |
| 1938  | Glasgow                                            | Escòcia             | British Empire Exhibition (1938) |
| 1939  | Nova York                                          | Estats Units        | 1939 New York World's Fair entre les atraccions es trobaven: The World of Tomorrow, Futurama, Trylon i Perisphere                                  |
| 1939  | San Francisco                                      | Estats Units        | Golden Gate Exposition (1939) |
| 1939  | Wellington                                         | Nova Zelanda        | New Zealand Centennial Exhibition |
| 1939  | Dresden                                            | Alemanya            | Deutsche Kolonial Ausstellung (1939) |
| 1939  | Lieja                                              | Bèlgica             | Exposition internationale de l'eau (1939) |
| 1939  | Zúric                                              | Suïssa              | Schweizerische Landesausstellung (1939) |
| 1940  | Lisboa                                             | Portugal            | Exposição do Mundo Português (1940) |
| 1940  | Los Angeles                                        | Estats Units        | Pacific Market (1940) (no es va celebrar mai) |
| 1940  | Tòquio                                             | Japó                | Gran Exposició Internacional del Japó (1940) (no es va celebrar mai)                                                                               |
| 1942  | Los Angeles                                        | Estats Units        | Cabrillo Fair (1942) (no es va celebrar mai) |
| 1942  | Roma                                               | Itàlia              | Esposizione universale (1942) (no es va celebrar mai)                                                                                              |
| 1948  | Brussel·les                                        | Bèlgica             | Foire coloniale (1948) |
| 1949  | Port-au-Prince                                     | Haití               | Exposition internationale du bicentenaire de Port-au-Prince                                                                                        |
| 1951  | Londres                                            | Anglaterra          | Festival of Britain |
| 1957  | Guangzhou                                          | Xina                | Chinese Export Commodities Fair |
| 1958  | Brussel·les                                        | Bèlgica             | Expo '58 (Exposition Universelle et Internationale de Bruxelles (Atomium)                                                                          |
| 1962  | Seattle                                            | Estats Units        | Century 21 Exposition Space Needle |
| 1964  | Nova York                                          | Estats Units        | 1964/1965 New York World's Fair (Nota: no va ser aprovada pel Bureau International des Expositions)                                                |
| 1967  | Mont-real                                          | Canadà              | Expo '67 (Universal and International Exhibition of 1967) l'exposició que mes èxit ha tingut a la història, amb mes de 50 milions de visitants.    |
| 1968  | San Antonio                                        | Estats Units        | HemisFair '68 |
| 1970  | Osaka                                              | Japó                | Expo '70 (Exposició Universal del Japó) |
| 1974  | Spokane, Washington                                | Estats Units        | Expo '74 (International Exposition on the Environment)                                                                                             |
| 1975  | Okinawa                                            | Japó                | Expo '75 (Exposició Internacional de l'Oceà) |
| 1982  | Knoxville                                          | Estats Units        | 1982 World's Fair (International Energy Exposition, Sunsphere)                                                                                     |
| 1984  | Nova Orleans                                       | Estats Units        | 1984 Louisiana World Exposition |
| 1985  | Tsukuba                                            | Japó                | Expo '85 |
| 1986  | Vancouver                                          | Canadà              | Expo '86 (Exposició Universal de 1986) |
| 1988  | Brisbane                                           | Austràlia           | Expo '88 |
| 1992  | Sevilla                                            | Espanya             | Expo de Sevilla '92 Exposició Universal |
| 1992  | Gènova                                             | Itàlia              | Expo de Génova '92 |
| 1993  | Daejeon                                            | Corea del Sud       | Expo '93 |
| 1998  | Lisboa                                             | Portugal            | Expo '98 |
| 2000  | Hannover                                           | Alemanya            | Expo 2000 |
| 2002  | Biel/Bienne, Murten, Neuchâtel i Yverdon-les-Bains | Suïssa              | Expo 02 |
| 2004  |                                                    |                     | cancel·lada (planificada per a Seine-Saint-Denis, França)                                                                                          |
| 2005  | Aichi                                              | Japó                | Expo 2005 |
| 2008  | Saragossa                                          | Espanya             | Expo 2008 |
| 2010  | Xangai                                             | Xina                | Expo 2010 |
| 2012  | Yeosu                                              | Corea del Sud       | Expo 2012 |
| 2015  | Milà                                               | Itàlia              | Expo 2015 |
| 2017  | Astanà                                             | Kazakhstan          | Expo 2017 |
| 2020  | Dubai                                              | Emirats Àrabs Units | Expo 2020 |
| 2023  | Buenos Aires                                       | Argentina           | Expo 2023 |
| 2025  | Osaka                                              | Japó                | Expo 2025 |